# Šan-tchou
Šan-tchou (čínsky 汕头, pchin-jinem Shàntóu) je městská prefektura v Čínské lidové republice. Leží na východním pobřeží provincie Kuang-tung, má rozlohu 2064 čtverečních kilometrů a v roce 2010 v ní žilo přes pět milionů obyvatel. Město patří do Speciálních ekonomických zón ČLR, které jsou zpřístupněny zahraničním investorům.

## Administrativní členění
Městská prefektura Šan-tchou se člení na sedm celků okresní úrovně, a sice šest městských obvodů a jeden okres.
| Ťin-pching Lung-chu Chao-ťiang Čchao-jang Čchao-nan Čcheng-chaj okres Nan-ao |        |                       |                    |                                  |
| Název                                                                        | Název  | Počet obyvatel (2020) | Rozloha km² (2020) | Hustota zalidnění (obyv. na km²) |
| český přepis                                                                 | znaky  | Počet obyvatel (2020) | Rozloha km² (2020) | Hustota zalidnění (obyv. na km²) |
| Městské obvody                                                               |        |                       |                    |                                  |
| Ťin-pching                                                                   | 金平区 | 777 024               | 146                | 5 317                            |
| Lung-chu                                                                     | 龙湖区 | 630 749               | 119                | 5 282                            |
| Chao-ťiang                                                                   | 濠江区 | 269 471               | 180                | 1 498                            |
| Čchao-jang                                                                   | 潮阳区 | 1 654 276             | 665                | 2 488                            |
| Čchao-nan                                                                    | 潮南区 | 1 231 638             | 596                | 2 065                            |
| Čcheng-chaj                                                                  | 澄海区 | 874 444               | 429                | 2 036                            |
| Okres                                                                        |        |                       |                    |                                  |
| Nan-ao                                                                       | 南澳县 | 64 429                | 112                | 574                              |
|                                                                              |        |                       |                    |                                  |
| Celkem                                                                       | Celkem | 5 502 031             | 2 248              | 2 447                            |

## Partnerská města
- Can Tho, Vietnam (1. srpen 2005)
- Federal Way, Washington, Spojené státy americké (březen 2013)
- Johor Bahru, Malajsie (4. listopad 2011)

- Kišiwada, Japonsko (2. června 1990)
- Orlando, Florida, Spojené státy americké (8. srpen 2007)
- Pchjongtchek, Jižní Korea (23. květen 2003)
- Sandakan, Malajsie (28. květen 2009)
- St. John's, Kanada (28. únor 1997)